# Gea Martire
Gea Martire, nome d'arte di Gerarda Martire (Torre Annunziata, 20 maggio 1957), è un'attrice italiana.

## Filmografia

### Cinema
- Dagobert (Le bon roi Dagobert), regia di Dino Risi (1984)
- Ternosecco, regia di Giancarlo Giannini (1986)
- Se lo scopre Gargiulo, regia di Elvio Porta (1988)
- C'è posto per tutti, regia di Giancarlo Planta (1989)
- Scugnizzi, regia di Nanni Loy (1989)
- Stasera a casa di Alice, regia di Carlo Verdone (1990)
- Il male oscuro, regia di Mario Monicelli (1990)
- Romanzo di un giovane povero, regia di Ettore Scola (1995)
- La scuola, regia di Daniele Luchetti (1995)
- Facciamo paradiso, regia di Mario Monicelli (1995)
- Isotta, regia di Maurizio Fiume (1996)
- A spasso nel tempo, regia di Carlo Vanzina (1996)
- Teo, regia di Cinzia TH Torrini (1997)
- A spasso nel tempo - L'avventura continua, regia di Carlo Vanzina (1997)
- Ribelli per caso, regia di Vincenzo Terracciano (2001)
- Febbre da cavallo - La mandrakata, regia di Carlo Vanzina (2002)
- Il paradiso all'improvviso, regia di Leonardo Pieraccioni (2003)
- Il sorriso dell'ultima notte, regia di Ruggero Cappuccio (2004)
- Mine vaganti, regia di Ferzan Özpetek (2010)
- Magnifica presenza, regia di Ferzan Özpetek (2012)
- La buona uscita, regia di Enrico Iannaccone (2016)
- Un paese quasi perfetto, regia di Massimo Gaudioso (2016)
- Il buco in testa, regia di Antonio Capuano (2020)

### Televisione
- Anni '50, regia di Carlo Vanzina – miniserie TV (1998)
- Un medico in famiglia – serie TV (1998-1999)
- Anni '60, regia di Carlo Vanzina – miniserie TV (1999)
- Ombre, regia di Cinzia TH Torrini – miniserie TV (1999)
- Un posto al sole, registi vari – soap opera (2001)
- Il maresciallo Rocca e l'amico d'infanzia, regia di Fabio Jephcott – miniserie TV (2008)
- La mia casa è piena di specchi, regia di Vittorio Sindoni – miniserie TV (2010)
- È arrivata la felicità, regia di Riccardo Milani e Francesco Vicario – serie TV (2015)
- Don Matteo – serie TV (2016)
- I bastardi di Pizzofalcone – serie TV, episodio 1x02 (2017)
- Sorelle – serie TV (2017)
- Il commissario Ricciardi – serie TV, episodio 1x05 (2021)
- Questi fantasmi!, regia di Alessandro Gassmann – film TV (2024)

### Cortometraggi
- Caramelle, regia di Cinzia TH Torrini (1995)

## Teatro
- Piece noire, di Enzo Moscato, regia di Chèrif (1987)
- La palla al piede di Georges Feydeau, regia di Armando Pugliese (1988)
- La locandiera di Carlo Goldoni, regia di Luigi Squarzina (1991)
- Questi fantasmi! di Eduardo De Filippo, regia di Armando Pugliese (1992)
- La resa, di Francesco Scotto, regia di Maurizio Panici (1994)
- Delirio marginale, testo e regia di Ruggero Cappuccio (1994)
- Medea, testo e regia di Antonio Capuano (1994)
- Mai più amore per sempre, testo e regia di Ruggero Cappuccio (1995)
- Nel tempo di un tango, testo e regia di Ruggero Cappuccio (1996)
- Desideri mortali. Oratorio profano per Giuseppe Tommasi di Lampedusa, testo e regia di Ruggero Cappuccio (1996)
- Tieste di Seneca e Bacchidi di Plauto, rielaborazione e regia di Ruggero Cappuccio (1998)
- Il sorriso di San Giovanni, testo e regia di Ruggero Cappuccio (1998)
- Trianon, testo e regia di Enzo Moscato (1999)
- Tempo scaduto, rielaborazione e regia di Gea Martire (2001)
- Eduardo al Kursaal, atti unici giovanili di Eduardo De Filippo, regia di Armando Pugliese (2001)
- La piramide!, di Copi, regia di Arturo Cirillo (2004)
- Jovinelli Varietà di Serena Dandini, Ivan Cotroneo e Nicola Fano, regia di Armando Pugliese (2004)
- Della storia di G.G., drammaturgia di Gea Martire, regia di Mariano Lamberti (2010-2012)
- Il mio cuore nelle tue mani, di Manlio Santanelli, regia di Enrico La Manna (2012)
- Vulìo, di Gea Martire e Antonio Capuano, regia di Antonio Capuano (2015)
- Spaccanapoli Times, testo e regia di e con Roberto Cappuccio (2015-2017) con Giovanni Esposito
- Circus Don Chisciotte, testo e regia Ruggero Cappuccio (2017)
- Ferdinando di Annibale Ruccello, regia di Nadia Baldi (2017-2018)[1]
- Il motore di Roselena, di Antonio Pascale, regia di Nadia Baldi (2019)
- Ferito a morte, di Emanuele Trevi, da Raffaele La Capria, regia di Roberto Andò (2022)
- Rumore di fondo di Benedetta Palmieri, regia di Nadia Baldi (2023)
- Gennareniello di Eduardo De Filippo, regia di Lino Musella, produzione Teatro Stabile di Napoli (2024)
- Sottosopra di Gea Martire, regia di Stefano Amatucci (2024)